# Język hulung
Język hulung – język austronezyjski z wyspy Seram w prowincji Moluki w Indonezji.
W latach 80. XX w. był używany przez mniej niż 10 osób, zamieszkujących wieś Hulung wraz z przysiółkiem Sauweli. Został w znacznej mierze porzucony wraz z przyjęciem chrześcijaństwa w 1911 roku (język był zakazany w miejscowej szkole i poza nią). W 1978 r. J.T. Collins, pracując z kilkoma osobami w podeszłym wieku, zdołał zebrać pewien zasób danych leksykalnych i gramatycznych. Prawdopodobnie jest już wymarły.
Został wyparty przez języki malajski amboński i wemale.